# مارگا باربو
مارگا باربو (رومانیایی: Marga Barbu؛ ‏ ۲۴ فوریهٔ ۱۹۲۹ – ۳۱ مارس ۲۰۰۹) بازیگر اهل رومانی بود.
از فیلم‌هایی که وی در آن نقش داشته‌است، می‌توان به رز زرد، گردنبند فیروزه‌ای، یاغی‌ها و آخرین فشنگ اشاره کرد.